# Luke Lennon-Ford
Luke Lennon-Ford (né le 5 mai 1989 à Sutton Coldfield) est un athlète britannique, spécialiste du 400 mètres. Il est entrainé par Linford Christie.

## Biographie
Il remporte deux médailles lors des Championnats d'Europe espoirs 2011, à Ostrava : le bronze sur 400 m en 46 s 22, derrière son compatriote Nigel Levine et l'Irlandais Brian Gregan, et l'or au titre du relais 4 × 400 m.
Lors des Championnats du monde en salle 2012, à Istanbul, Luke Lennon-Ford participe aux séries du relais 4 × 400 m et permet à l'équipe du Royaume-Uni d'atteindre la finale. Non retenu lors de l'ultime course, il reçoit néanmoins la médaille d'argent au même titre que ses coéquipiers qui prennent la deuxième place de l'épreuve.

### Palmarès
| Date | Compétition                    | Lieu     | Résultat | Épreuve   |
| ---- | ------------------------------ | -------- | -------- | --------- |
| 2010 | Championnats du monde en salle | Doha     | 3e       | 4 × 400 m |
| 2011 | Championnats d'Europe espoirs  | Ostrava  | 3e       | 400 m     |
| 2011 | Championnats d'Europe espoirs  | Ostrava  | 1er      | 4 × 400 m |
| 2012 | Championnats du monde en salle | Istanbul | 2e       | 4 × 400 m |
| 2014 | Championnats du monde en salle | Sopot    | 2e       | 4 × 400 m |

### Records
| Épreuve | Épreuve      | Performance | Lieu              | Date            |
| ------- | ------------ | ----------- | ----------------- | --------------- |
| 400 m   | En plein air | 45 s 56     | La Chaux-de-Fonds | 3 juillet 2011  |
| 400 m   | En salle     | 46 s 89     | Birmingham        | 19 février 2011 |